# BYD Company
La BYD Company Limited (比亚迪股份有限公司) (SEHK: 1211) è una società manifatturiera cinese con sede a Shenzhen, Guangdong, Cina. Fondata da Wang Chuanfu nel febbraio 1995 e quotata alla Borsa di Hong Kong dal luglio 2002, ha due importanti filiali, BYD Auto e BYD Electronic. È il secondo più grande produttore di batterie ricaricabili per cellulari e il più grande produttore di batterie al nickel-cadmio.

## Storia
Fondato nel febbraio 1995, BYD Co ("Build Your Dreams") ha iniziato come fabbrica di batterie ricaricabili in competizione nel mercato cinese contro le importazioni giapponesi. BYD è cresciuto fino a diventare un importante produttore di automobili (in particolare auto completamente elettriche e ibride, autobus, camion, ecc.), biciclette alimentate a batteria, carrelli elevatori, pannelli solari e batterie ricaricabili (batterie per telefoni cellulari, batterie per veicoli elettrici e stoccaggio di rinfuse rinnovabili).
BYD è cresciuto rapidamente in dieci anni catturando più della metà del mercato mondiale delle batterie per telefoni cellulari e diventando il più grande produttore cinese (e tra i primi quattro al mondo) di tutti i tipi di batterie ricaricabili. Nel 2022 la capitalizzazione di BYD è pari a 134 miliardi di dollari.